# Thomas Wolsey
Thomas Wolsey, także Wulcy (ur. między 1471 a 1474 w Ipswich, zm. 28 lub 29 listopada 1530 w Leicesterze) – angielski polityk, kardynał Kościoła rzymskokatolickiego.

## Życiorys
Był synem Roberta Wolseya i jego żony Joan. Studiował na Uniwersytecie Oxfordzkim, gdzie w połowie lat 90. uzyskał tytuł bakałarza. Wkrótce potem został stypendystą Magdalen College. 10 marca 1498 przyjął święcenia kapłańskie. Najpierw został księdzem w Limington, lecz wkrótce potem mianowano go kapelanem przy arcybiskupie Canterbury Henrym Deanie. Po jego śmierci w 1503 został kapelanem Sir Richarda Nanfana, który polecił Wolseya królowi Henrykowi VIII. W 1507 Wolsey przeniósł się na dwór królewski i został tam kapelanem, a w listopadzie 1509 także jałmużnikiem królewskim i w konsekwencji – członkiem Tajnej Rady. Wolsey organizował m.in. wyprawę króla Henryka przeciwko Francji w 1513. W tym czasie pozostawał w związku z Joan Larke, z którą miał dwoje nieślubnych dzieci: Thomasa i Dorothy Wynter.
6 lutego 1515 został wybrany biskupem Lincoln, a 26 marca przyjął sakrę biskupią. Już 15 września tego samego roku został przeniesiony, by objąć arcybiskupstwo Yorku. W tym czasie negocjował też pokój z Francją i skutecznie usiłował doprowadzić do małżeństwa księżnej Marii z Ludwikiem XII.
10 września 1515 został kreowany kardynałem prezbiterem i otrzymał kościół tytularny Santa Cecilia. W Wigilię Bożego Narodzenia 1515 został mianowany lordem kanclerzem. Trzy lata później został mianowany legatem papieskim z większymi uprawnieniami niż arcybiskup Canterbury – prymas Anglii. Używał swojej władzy zarówno świeckiej, jak i kościelnej, by się wzbogacić, w wyniku czego został drugim pod względem zamożności człowiekiem w kraju. Usiłując dokonać reformy Kościoła zaproponował reformę zakonów i zlikwidował około 30 klasztorów, zabezpieczył ich majątek i ufundował z tego College na Oxfordzie. Ambicją Wolseya było wyprowadzenie Anglii na stanowisko głównego arbitra w Europie. Z tego powodu zaangażował się w działania pokojowe, co zaowocowało podpisaniem w 1518 traktatu w Londynie pomiędzy cesarzem Maksymilianem I i Karolem V, królem Francji Franciszkiem I i królem Anglii Henrykiem VIII. Ponowne spotkanie władców angielskiego i francuskiego nastąpiło na Polu Złotogłowia w 1520. W tym czasie kardynał Wolsey negocjował zawarcie małżeństwa pomiędzy królewską córką Marią Tudor a cesarzem Karolem V, lecz małżeństwo nie doszło do skutku, a Anglia i Cesarstwo wypowiedziały wojnę Francji. Wolsey zobowiązał się do wspomożenia kampanii przeciw Francji, więc radykalnie podniósł podatki, co wywołało powszechne oburzenie. W trakcie wojen włoskich autorytet Wolseya wśród szlachty upadł, ze względu na chęć zaciągnięcia pożyczek na finansowanie wojny z Francją. W 1528 sprzymierzył się z Francją przeciwko cesarzowi, lecz gdy rok później te dwa państwa zawarły pokój, Anglia znalazła się w dyplomatycznej izolacji. Wobec nowych sojuszów, król Henryk VIII stwierdził, że nie potrzebuje już wsparcia ze strony Hiszpanii i postanowił rozwiązać swoje małżeństwo z Katarzyną Aragońską, by móc poślubić Annę Boleyn i doczekać się męskiego potomka.
Henryk VIII zwrócił się z prośbą do Wolseya o stwierdzenie nieważności małżeństwa. 17 maja 1527 kardynał niechętnie odbył tajny sąd kościelny, który 31 maja stwierdził, że nie jest władny orzec ważności ślubu. Król chciał się wówczas zwrócić do papieża o anulowanie związku, lecz za namową Wolseya postanowił szukać protekcji we Francji, której król miał dobre kontakty z papieżem. Thomas Wolsey udał się do Francji w lipcu, a w tym czasie Anna Boleyn podkopała jego reputację, mówiąc królowi, że duchowny wcale nie chce doprowadzić do anulowania małżeństwa. Kiedy we wrześniu kardynał powrócił nic nie wskórawszy, król nie był już pewny jego lojalności. Dotychczasowa królowa Katarzyna Aragońska usilnie zabiegała o nieunieważnianie ślubu i nieuznawanie jej córki za nieślubną. Kiedy cesarz przekazał wieści z Anglii uwięzionemu papieżowi Klemensowi VII, ten odmówił udzielenia dyspensy dla stwierdzenia nieważności. Wobec takiej postawy kardynał Wolsey ze wszystkich sił starał się nakłonić Klemensa do zmiany zdania, bo wiedział, że król już jest niechętny wobec niego. Kiedy w 1528 Anglia i Francja wypowiedziały wojnę cesarzowi, papież wysłał do Anglii drugiego legata – kardynała Lorenzo Campeggio. Jego działania dłuższy czas się jednak przeciągały, ze względu na sytuację polityczną, a ponadto Anna Boleyn nadal przekonywała króla, że Wolsey nigdy nie chciał doprowadzić do anulowania ślubu. Pomimo zapewnień Wolseya, król już mu nie ufał i zwrócił się do króla Franciszka I, by wymógł na papieżu zgodę na unieważnienie małżeństwa. Klemens zachorował na początku 1529 r., co uniemożliwiło zebranie się sądu kościelnego aż do maja. Kardynał Wolsey dołożył starań, by papież zgodził się na wydanie bulli, lecz kardynał Campeggio poinformował Anglika, że Klemens nie wyraził na to zgody. Po kolejnych naciskach Karola V, papież nie zmienił zdania i zakończył obrady sądu.
Henryk VIII pod wpływem Anny Boleyn obwinił Wolseya za niepowodzenie i odebrał mu godność lorda kanclerza w październiku 1529. By uniknąć procesu, Wolsey oddał królowi wszystkie swoje beneficja. Udobruchany Henryk zatwierdził go jako arcybiskupa Yorku, doprowadzając tym do furii swoją narzeczoną. Henryk oskarżył kardynała o zdradę za korespondowanie z sądem francuskim i kazał go aresztować 4 listopada 1530. Wolsey został zawezwany z powrotem do Londynu, lecz zachorował i zmarł w trakcie podróży.
Nie uczestniczył w żadnym konklawe. Rozszerzył uprawnienia Izby Gwiaździstej, a także założył Trybunał Wniosków, w którym ludzie ubodzy mogli składać skargi.